# Canthigaster rivulata
Canthigaster rivulata es una especie de peces de la familia Tetraodontidae en el orden de los Tetraodontiformes.

## Morfología
Los machos pueden llegar alcanzar los 18 cm de longitud total.

## Hábitat
Es un pez de mar de clima tropical y asociado a los  arrecifes de coral que vive entre 0-350 m de profundidad

## Distribución geográfica
Se encuentra desde el África Oriental hasta KwaZulu-Natal (Sudáfrica), Hawái, el sur del Japón y el noroeste de Australia.

## Observaciones
No se puede comer ya que es  venenoso para los humanos.